# Meuilley
Meuilley település Franciaországban, Côte-d’Or megyében. Lakosainak száma 420 fő (2022. január 1.). Meuilley Messanges, Villers-la-Faye, Segrois, Villars-Fontaine, Arcenant, Chaux, Chevannes és Marey-lès-Fussey községekkel határos.

## Népesség
A település népességének változása:
| Lakosok száma | 280  | 419  | 459  | 455  | 458  | 463  | 465  | 462  | 448  | 420  |
|               | 1968 | 1982 | 1990 | 2006 | 2013 | 2015 | 2017 | 2019 | 2020 | 2022 |